# Thalurania glaucopis
El zafiro capirotado o picaflor corona violácea (Thalurania glaucopis), también denominado colibrí hada de coronilla azul, picaflor verde de frente azul, picaflor frente violácea o zafiro corona violácea, es una especie de ave apodiforme de la familia Trochilidae —los colibríes— perteneciente al género  Thalurania. Es nativa del centro oriental de América del Sur.

## Distribución y hábitat
Se distribuye por el sureste y sur de Brasil, en los estados de: Bahía, Minas Gerais, Espírito Santo, Río de Janeiro, São Paulo, Mato Grosso del Sur, Paraná, Santa Catarina, y Río Grande del Sur, el este de Paraguay, hasta el noreste de Argentina en la provincia de Misiones. Registros dudosos en el noreste de Uruguay.
Esta especie es uno de los colibríes más comunes en el este e Brasil, en sus hábitats naturales: los bosques vírgenes de la Mata Atlántica, bordes de bosques, matorrales; también se encuentra en zonas suburbanas como parques y jardines, e incluso dentro de los límites de las ciudades. También habita en selvas secundarias o degradadas. En altitudes entre cerca del nivel del mar hasta los 850 m.

## Descripción
Es un colibrí mediano de unos 11,5 cm de longitud en el caso del macho, y 8,5 cm en la hembra. El pico es delgado, recto, negro, adaptado para la absorción de néctar y a la captura de insectos. Su largo es de 20 mm. El macho se distingue por ser verde brillante en general, con la frente y corona celeste azul o violácea, y exhibir una muy ahorquillada cola azul oscuro. La hembra carece del azul de la cabeza, y tiene la totalidad de las partes inferiores de color blanco grisáceo, y la cola más corta, con el ápice blanco.

## Sistemática

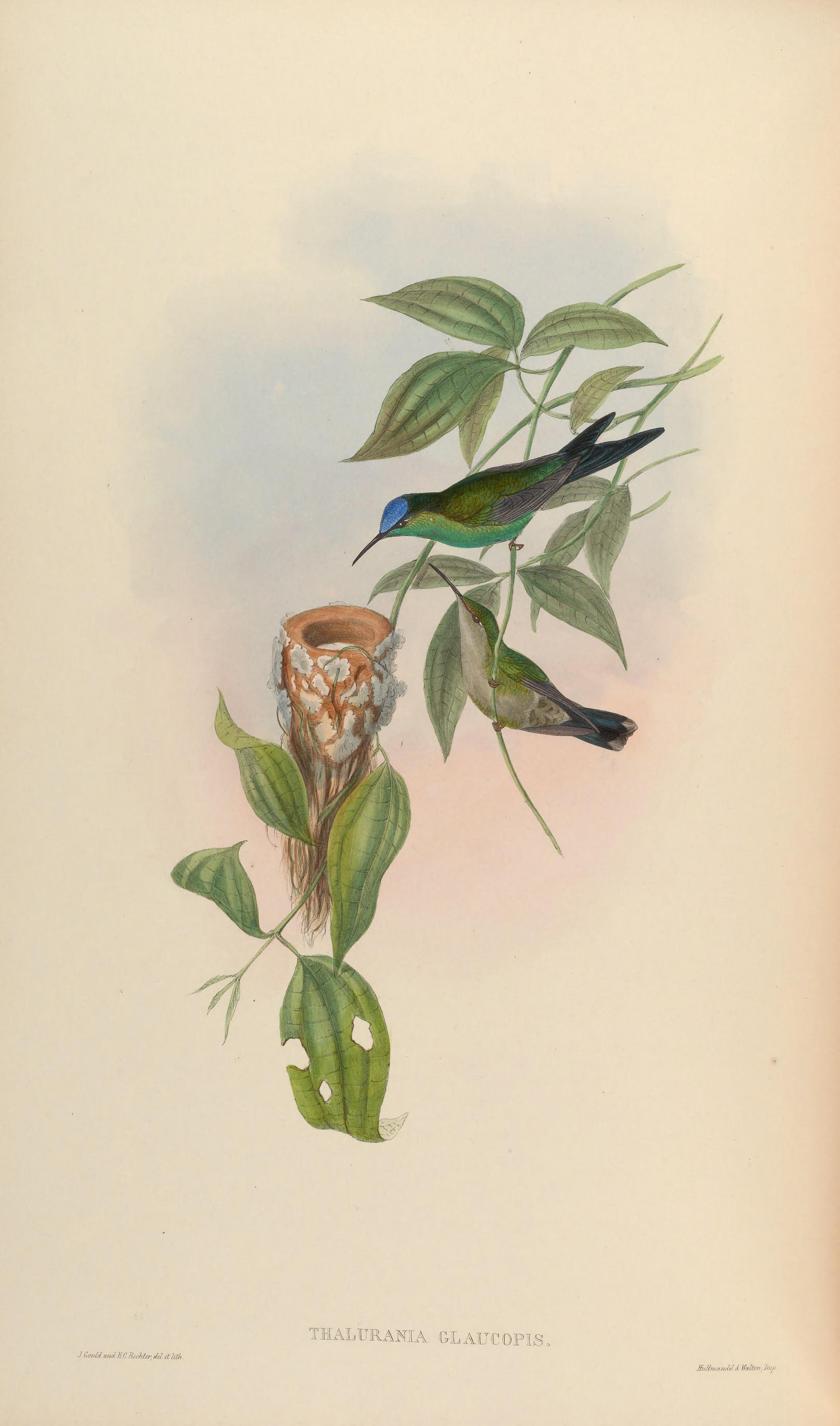
Thalurania glaucopis, ilustración de Gould y Richter en A monograph of the Trochilidae, or family of humming-birds 2, 1861.

### Descripción original
La especie T. glaucopis fue descrita por primera vez por el naturalista alemán Johann Friedrich Gmelin en 1788 bajo el nombre científico Trochilus glaucopis; su localidad tipo es: «Brasil».

### Etimología
El nombre genérico femenino «Thalurania» se compone de las palabras del griego «thalos» que significa ‘cría’, ‘vástago’ y «ouranos» que significa ‘cielo’; y el nombre de la especie «glaucopis» se compone de las palabras del griego «glaukos» que significa ‘azul-grisáceo’ y «ōps» que significa ‘face’.

### Taxonomía
Está estrechamente emparentada con Thalurania watertonii. Es monotípica. Se registran híbridos de la presente especie con Chlorestes notata, Florisuga fusca y Thalurania furcata.